# Sérgio Gabriel da Silva Andrade
Sérgio Gabriel da Silva Andrade, mais conhecido como Serginho, (Souto, 6 de Dezembro de 1982) é um futebolista português, que joga actualmente no |Clube Desportivo Santa Clara]].